# A Fine Day to Exit
A Fine Day to Exit è il sesto album in studio del gruppo musicale britannico Anathema, pubblicato il 9 ottobre 2001 dalla Music for Nations.

## Il disco
Registrato fra l'agosto del 2000 e il giugno 2001 ai Crash Studios di Liverpool, ai The Windings di Walia e ai Chapel Studios, l'album presenta sonorità più distese e ricercate in confronto alle precedenti pubblicazioni del gruppo. Rimane in sottofondo la componente depressiva ed oscura della loro musica.
Il tema principale dell'album è stato ripreso dal gruppo per l'undicesimo album in studio The Optimist del 2017.

## Tracce
1. Pressure – 6:44
2. Release – 5:47
3. Looking Outside Inside – 6:23
4. Leave No Trace – 4:46
5. Underworld – 4:09
6. Barriers – 5:53
7. Panic – 3:30
8. A Fine Day to Exit – 6:49
9. Temporary Peace – 18:46

## Formazione
- Vincent Cavanagh – voce, chitarra
- Daniel Cavanagh – chitarra, tastiera
- Dave Pybus – basso
- Les Smith – tastiera
- John Douglas – batteria